# Verein für Bewegungsspiele Stuttgart 1893 1970-1971
Questa voce raccoglie le informazioni riguardanti il Verein für Bewegungsspiele Stuttgart 1893 nelle competizioni ufficiali della stagione 1970-1971.

## Stagione
Nella stagione 1970-1971 lo Stoccarda, allenato da Branko Zebec, concluse il campionato di Bundesliga al 12º posto. In Coppa di Germania lo Stoccarda fu eliminato al primo turno dall'Holstein Kiel.

## Rosa
| N. |                     | Ruolo | Calciatore      |
| -- | ------------------- | ----- | --------------- |
|    | Germania (bandiera) | P     | Hans Hauser     |
|    | Germania (bandiera) | P     | Gerhard Heinze  |
|    | Germania (bandiera) | P     | Bodo Jopp       |
|    | Germania (bandiera) | P     | Günter Sawitzki |
|    | Germania (bandiera) | D     | Hans Arnold     |
|    | Germania (bandiera) | D     | Günther Eisele  |
|    | Germania (bandiera) | D     | Hans Eisele     |
|    | Germania (bandiera) | D     | Willi Entenmann |
|    | Germania (bandiera) | D     | Gerd Regitz     |
|    | Germania (bandiera) | D     | Reinhold Zech   |

| N. |                     | Ruolo | Calciatore           |
| -- | ------------------- | ----- | -------------------- |
|    | Germania (bandiera) | C     | Herbert Höbusch      |
|    | Svezia (bandiera)   | C     | Jan Olsson           |
|    | Germania (bandiera) | C     | Hans-Jürgen Wittfoht |
|    | Germania (bandiera) | A     | Werner Haaga         |
|    | Germania (bandiera) | A     | Karl-Heinz Handschuh |
|    | Germania (bandiera) | A     | Horst Haug           |
|    | Germania (bandiera) | A     | Jürgen Martin        |
|    | Germania (bandiera) | A     | Roland Weidle        |
|    | Germania (bandiera) | A     | Manfred Weidmann     |
|    | Germania (bandiera) | A     | Hartmut Weiß         |

## Organigramma societario
Area tecnica
- Allenatore: Branko Zebec
- Allenatore in seconda:
- Preparatore dei portieri:
- Preparatori atletici:

## Calciomercato

### Sessione estiva
| Acquisti | Acquisti      | Acquisti               | Acquisti |
| R.       | Nome          | da                     | Modalità |
| -------- | ------------- | ---------------------- | -------- |
| P        | Hans Hauser   | Borussia Neunkirchen   |          |
| A        | Jürgen Martin | Pirmasens              |          |
| A        | Hartmut Weiß  | Eintracht Braunschweig |          |

| Cessioni | Cessioni         | Cessioni       | Cessioni |
| R.       | Nome             | a              | Modalità |
| -------- | ---------------- | -------------- | -------- |
| P        | Dieter Feller    | Austria Vienna |          |
| D        | Theodor Hoffmann | Rapid Vienna   |          |
| D        | Hans Mayer       | Heilbronn      |          |

### Sessione invernale
| Acquisti | Acquisti | Acquisti | Acquisti |
| R.       | Nome     | da       | Modalità |
| -------- | -------- | -------- | -------- |

| Cessioni | Cessioni      | Cessioni            | Cessioni |
| R.       | Nome          | a                   | Modalità |
| -------- | ------------- | ------------------- | -------- |
| C        | Gilbert Gress | Olympique Marsiglia |          |

## Risultati

### Bundesliga

#### Girone di andata
| Arbitro: | Biwersi |

|               |           |            |
| Handschuh 24’ | Marcatori | 22’ Hansen |

| Arbitro: | Dittmer |

|          |           |                     |
| Dick 73’ | Marcatori | 54’ Weiß 62’ Olsson |

| Arbitro: | Linn |

|          |           |             |
| Weiß 12’ | Marcatori | 58’ Fischer |

| Arbitro: | Schäfer |

|                      |           |              |
| Parits 34’ Flohe 70’ | Marcatori | 74’ Weidmann |

| Arbitro: | Eschweiler |

|                               |           |  |
| Weiß 68’ Weidle 77’ Gress 78’ | Marcatori |  |

| Arbitro: | Gabor |

|                                      |           |  |
| Ulsaß 15’, 18’ Deppe 20’ Polywka 59’ | Marcatori |  |

| Arbitro: | Quindeau |

|          |           |  |
| Haug 53’ | Marcatori |  |

| Arbitro: | Bonacker |

|                                          |           |                                      |
| Kremers 23’ (rig.) Weida 55’ Winkler 63’ | Marcatori | 35’, 68’ (rig.) Weiß 88’ (rig.) Haug |

| Arbitro: | Hennig |

|                   |           |  |
| Wild 57’ Horr 75’ | Marcatori |  |

| Arbitro: | Meuser |

|                                                  |           |              |
| Olsson 19’, 89’ Weiß 44’, 88’ Haug 50’ Gress 81’ | Marcatori | 22’ Heidkamp |

| Arbitro: | Redelfs |

|            |           |            |
| Lippens 4’ | Marcatori | 88’ Olsson |

| Arbitro: | Kindervater |

|                          |           |            |
| Entenmann 81’ Olsson 84’ | Marcatori | 25’ Nickel |

| Arbitro: | Lutz |

|                                             |           |               |
| Netzer 2’, 11’ Eisele 58’ (aut.) Laumen 65’ | Marcatori | 69’ Handschuh |

| Arbitro: | Hillebrand |

|                                 |           |                                 |
| Haug 24’ Weiß 39’ Handschuh 64’ | Marcatori | 51’ Zaczyk 53’ Seeler 87’ Hönig |

| Arbitro: | Schröck |

|                               |           |  |
| Berg 47’ Brune 79’ Keller 90’ | Marcatori |  |

| Arbitro: | Linn |

|                 |           |  |
| Weiß 77’ (rig.) | Marcatori |  |

| Arbitro: | Eschweiler |

|  |           |                                                   |
|  | Marcatori | 55’, 75’ Handschuh 60’ Olsson 68’ Regitz 87’ Haug |

#### Girone di ritorno
| Arbitro: | Fuchs |

|            |           |  |
| Mrosko 65’ | Marcatori |  |

| Arbitro: | Redelfs |

|                      |           |             |
| Haug 27’ Höbusch 33’ | Marcatori | 89’ Kobluhn |

| Arbitro: | Horstmann |

|                  |           |               |
| Fischer 47’, 89’ | Marcatori | 67’ Handschuh |

| Arbitro: | Herden |

|         |           |                        |
| Haug 9’ | Marcatori | 11’ Overath 54’ Parits |

| Arbitro: | Bonacker |

|                                       |           |          |
| Deterding 2’ Schütz 84’ Hasebrink 86’ | Marcatori | 54’ Weiß |

| Arbitro: | Dittmer |

|          |           |           |
| Weiß 10’ | Marcatori | 81’ Ulsaß |

| Arbitro: | Linn |

|           |           |  |
| Budde 30’ | Marcatori |  |

| Arbitro: | Basedow |

|              |           |  |
| Weidmann 22’ | Marcatori |  |

| Arbitro: | Engel |

|          |           |           |
| Weiß 58’ | Marcatori | 11’ Gayer |

| Arbitro: | Fuchs |

|                                         |           |               |
| Schütz 28’ (rig.) Ritschel 47’ Held 67’ | Marcatori | 16’ Handschuh |

| Arbitro: | Picker |

|                                                     |           |                |
| Entenmann 12’ Olsson 26’, 34’ Weiß 51’ Weidmann 88’ | Marcatori | 67’ Hohnhausen |

| Arbitro: | Wengenmayer |

|             |           |  |
| Reichel 45’ | Marcatori |  |

| Arbitro: | Redelfs |

|               |           |            |
| Handschuh 13’ | Marcatori | 31’ Laumen |

| Arbitro: | Ortmanns |

|           |           |  |
| Zaczyk 2’ | Marcatori |  |

| Arbitro: | Engel |

|         |           |                                    |
| Weiß 9’ | Marcatori | 35’ (rig.) Siemensmeyer 37’ Keller |

| Arbitro: | Ohmsen |

|             |           |  |
| Brücken 69’ | Marcatori |  |

| Arbitro: | Wohlfarth |

|                   |           |  |
| Haug 28’ Weiß 62’ | Marcatori |  |

### Coppa di Germania
| Arbitro: | Weyland |

|                               |           |          |
| Krüger 8’ Hoffmann 76’ (rig.) | Marcatori | 53’ Weiß |

## Statistiche

### Statistiche di squadra
| Competizione      | Punti | In casa | In casa | In casa | In casa | In casa | In casa | In trasferta | In trasferta | In trasferta | In trasferta | In trasferta | In trasferta | Totale | Totale | Totale | Totale | Totale | Totale | DR |
| Competizione      | Punti | G       | V       | N       | P       | Gf      | Gs      | G            | V            | N            | P            | Gf           | Gs           | G      | V      | N      | P      | Gf     | Gs     | DR |
| ----------------- | ----- | ------- | ------- | ------- | ------- | ------- | ------- | ------------ | ------------ | ------------ | ------------ | ------------ | ------------ | ------ | ------ | ------ | ------ | ------ | ------ | -- |
| Bundesliga        | 30    | 17      | 9       | 6       | 2       | 33      | 16      | 17           | 2            | 2            | 13           | 16           | 33           | 34     | 11     | 8      | 15     | 49     | 49     | 0  |
| Coppa di Germania | -     | 0       | 0       | 0       | 0       | 0       | 0       | 1            | 0            | 0            | 1            | 1            | 2            | 1      | 0      | 0      | 1      | 1      | 2      | -1 |
| Totale            | 30    | 17      | 9       | 6       | 2       | 33      | 16      | 18           | 2            | 2            | 14           | 17           | 35           | 35     | 11     | 8      | 16     | 50     | 51     | -1 |

### Andamento in campionato
| Giornata  | 1 | 2 | 3 | 4  | 5 | 6  | 7 | 8 | 9 | 10 | 11 | 12 | 13 | 14 | 15 | 16 | 17 | 18 | 19 | 20 | 21 | 22 | 23 | 24 | 25 | 26 | 27 | 28 | 29 | 30 | 31 | 32 | 33 | 34 |
| --------- | - | - | - | -- | - | -- | - | - | - | -- | -- | -- | -- | -- | -- | -- | -- | -- | -- | -- | -- | -- | -- | -- | -- | -- | -- | -- | -- | -- | -- | -- | -- | -- |
| Luogo     | C | T | C | T  | C | T  | C | T | T | C  | T  | C  | T  | C  | T  | C  | T  | T  | C  | T  | C  | T  | C  | T  | C  | C  | T  | C  | T  | C  | T  | C  | T  | C  |
| Risultato | N | V | N | P  | V | P  | V | N | P | V  | N  | V  | P  | N  | P  | V  | V  | P  | V  | P  | P  | P  | N  | P  | V  | N  | P  | V  | P  | N  | P  | P  | P  | V  |
| Posizione | 9 | 5 | 7 | 10 | 6 | 10 | 7 | 7 | 9 | 6  | 6  | 5  | 7  | 6  | 8  | 7  | 6  | 6  | 6  | 6  | 7  | 9  | 8  | 11 | 8  | 9  | 11 | 10 | 11 | 12 | 12 | 12 | 12 | 12 |

Legenda:

Luogo: C = Casa; T = Trasferta. Risultato: V = Vittoria; N = Pareggio; P = Sconfitta.

### Statistiche dei giocatori
| Giocatore    | Bundesliga | Bundesliga | Bundesliga  | Bundesliga | Coppa di Germania | Coppa di Germania | Coppa di Germania | Coppa di Germania | Totale   | Totale | Totale      | Totale     |
| Giocatore    | Presenze   | Reti       | Ammonizioni | Espulsioni | Presenze          | Reti              | Ammonizioni       | Espulsioni        | Presenze | Reti   | Ammonizioni | Espulsioni |
| ------------ | ---------- | ---------- | ----------- | ---------- | ----------------- | ----------------- | ----------------- | ----------------- | -------- | ------ | ----------- | ---------- |
| H. Arnold    | 33         | 0          | 0           | 0          | 1                 | 0                 | 0                 | 0                 | 34       | 0      | 0           | 0          |
| G. Eisele    | 12         | 0          | 0           | 0          | 0                 | 0                 | 0                 | 0                 | 12       | 0      | 0           | 0          |
| H. Eisele    | 29         | 0          | 0           | 0          | 1                 | 0                 | 0                 | 0                 | 30       | 0      | 0           | 0          |
| W. Entenmann | 29         | 2          | 0           | 0          | 0                 | 0                 | 0                 | 0                 | 29       | 2      | 0           | 0          |
| G. Gress     | 17         | 2          | 0           | 0          | 1                 | 0                 | 0                 | 0                 | 18       | 2      | 0           | 0          |
| W. Haaga     | 5          | 0          | 0           | 0          | 1                 | 0                 | 0                 | 0                 | 6        | 0      | 0           | 0          |
| K. Handschuh | 24         | 8          | 0           | 0          | 1                 | 0                 | 0                 | 0                 | 25       | 8      | 0           | 0          |
| H. Haug      | 34         | 8          | 0           | 0          | 1                 | 0                 | 0                 | 0                 | 35       | 8      | 0           | 0          |
| H. Hauser    | 2          | 0          | 0           | 0          | 0                 | 0                 | 0                 | 0                 | 2        | 0      | 0           | 0          |
| G. Heinze    | 30         | 0          | 0           | 0          | 1                 | 0                 | 0                 | 0                 | 31       | 0      | 0           | 0          |
| H. Höbusch   | 18         | 1          | 0           | 0          | 0                 | 0                 | 0                 | 0                 | 18       | 1      | 0           | 0          |
| B. Jopp      | 1          | 0          | 0           | 0          | 0                 | 0                 | 0                 | 0                 | 1        | 0      | 0           | 0          |
| J. Martin    | 3          | 0          | 0           | 0          | 0                 | 0                 | 0                 | 0                 | 3        | 0      | 0           | 0          |
| J. Olsson    | 34         | 8          | 0           | 0          | 1                 | 0                 | 0                 | 0                 | 35       | 8      | 0           | 0          |
| G. Regitz    | 5          | 1          | 0           | 0          | 1                 | 0                 | 0                 | 0                 | 6        | 1      | 0           | 0          |
| G. Sawitzki  | 2          | 0          | 0           | 0          | 0                 | 0                 | 0                 | 0                 | 2        | 0      | 0           | 0          |
| R. Weidle    | 13         | 1          | 0           | 0          | 0                 | 0                 | 0                 | 0                 | 13       | 1      | 0           | 0          |
| M. Weidmann  | 34         | 3          | 0           | 0          | 1                 | 0                 | 0                 | 0                 | 35       | 3      | 0           | 0          |
| H. Weiß      | 34         | 15         | 0           | 0          | 1                 | 1                 | 0                 | 0                 | 35       | 16     | 0           | 0          |
| H. Wittfoht  | 1          | 0          | 0           | 0          | 0                 | 0                 | 0                 | 0                 | 1        | 0      | 0           | 0          |
| R. Zech      | 34         | 0          | 0           | 0          | 1                 | 0                 | 0                 | 0                 | 35       | 0      | 0           | 0          |